# همان‌طور که قطره‌های اشک می‌ریزند (ترانه)
«همان‌طور که قطره‌های اشک می‌ریزند» (انگلیسی: As Tears Go By) تک‌آهنگی اثر خواننده-ترانه‌سرای انگلیسی مرین فیث‌فول است که در ژوئن ۱۹۶۴ توسط دکا رکوردز منتشر شد. بعداً ترانه توسط هنرمندانی همچون نانسی سیناترا، استر فیلیپس، ملانی سفکا، کیتی روز، کوارتت زهی ویتامین، گرگ یاتانیس و اونجد سون‌فولد بازخوانی شده است.